# Volvo Ocean Race 2005-06

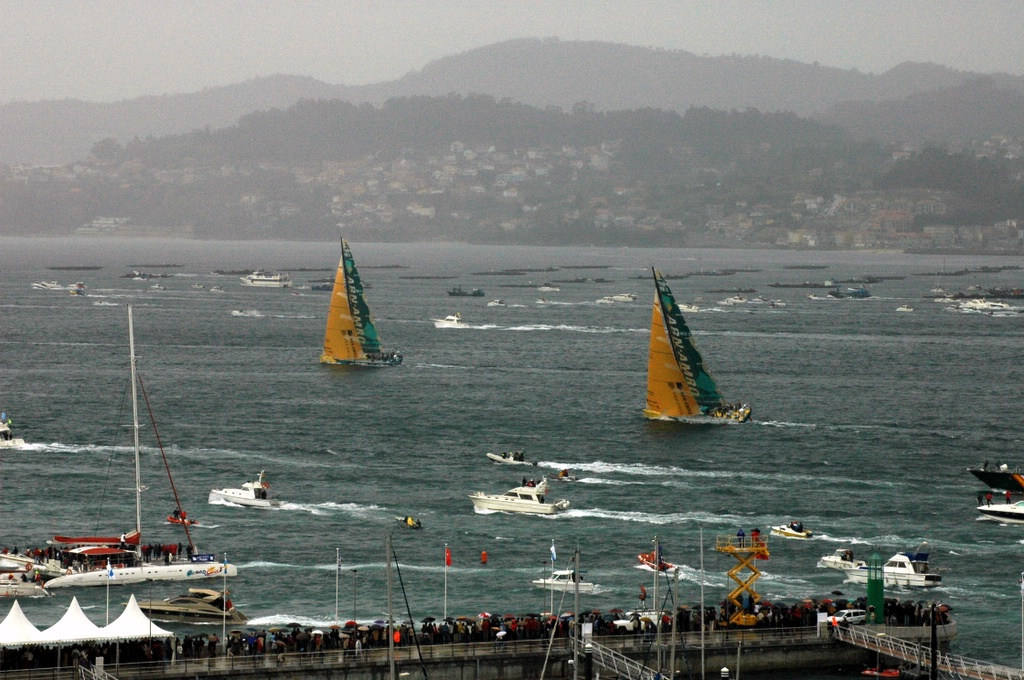
"ABN Amro I" y "ABN Amro II" saliendo en Vigo.

La Volvo Ocean Race 2005-06 fue la novena edición de la vuelta al mundo a vela.
Los cambios más destacados con respecto a la edición anterior fueron el cambio del puerto de partida, siendo la primera vez que la regata comenzó fuera del Reino Unido, haciéndolo desde Vigo (España), y la utilización de una nueva clase de barco, el Volvo Open 70. Estos yates son aproximadamente 1000 kilogramos más ligeros que los VO60 usados en la regata anterior, tienen más superficie vélica e incluyen quillas pivotantes.

## Clasificación final
| Puesto | Yate                 | Patrón           | Puntos |
| ------ | -------------------- | ---------------- | ------ |
| 1      | ABN Amro I           | Mike Sanderson   | 96     |
| 2      | Piratas del Caribe   | Paul Cayard      | 73     |
| 3      | Brasil 1             | Torben Grael     | 67     |
| 4      | ABN Amro II          | Sebastien Josse  | 58.5   |
| 5      | Ericsson Racing Team | Neal MacDonald   | 55     |
| 6      | Movistar             | Bouwe Bekking    | 48     |
| 7      | Brunel               | Grant Wharington | 15.5   |

## Participantes
| Yate                 | Pabellón       | Diseñador         | Constructor   | Patrón           |
| -------------------- | -------------- | ----------------- | ------------- | ---------------- |
| ABN Amro I           | Países Bajos   | Juan Kouyoumdjian | Killian Bushe | Mike Sanderson   |
| ABN Amro II          | Países Bajos   | Juan Kouyoumdjian | Killian Bushe | Sebastien Josse  |
| Piratas del Caribe   | Estados Unidos | Bruce Farr        | Green Marine  | Paul Cayard      |
| Movistar             | España         | Bruce Farr        | Boatspeed     | Bouwe Bekking    |
| Brasil 1             | Brasil         | Bruce Farr        | ML Boatworks  | Torben Grael     |
| Ericsson Racing Team | Suecia         | Bruce Farr        | Green Marine  | Neal MacDonald   |
| Brunel               | Australia      | Don Jones         | Hart Marine   | Grant Wharington |

## Etapas, regatas costeras y pasos intermedios
| Etapa | Inicio                                  | Llegada                                  | millas náuticas | Vencedor           |
| ----- | --------------------------------------- | ---------------------------------------- | --------------- | ------------------ |
| 1     | Vigo, Galicia, España - 12-11-2005      | Ciudad del Cabo, Sudáfrica - 2-12-2005   | 6,400           | ABN Amro I         |
| 2     | Ciudad del Cabo, Sudáfrica - 2-1-2006   | Melbourne, Australia - 16-1-2006         | 6,100           | ABN Amro I         |
| 3     | Melbourne, Australia - 12-2-2006        | Wellington, Nueva Zelanda - 16-2-2006    | 1,450           | Movistar           |
| 4     | Wellington, Nueva Zelanda - 19-2-2006   | Río de Janeiro, Brasil - 7-3-2006        | 6,700           | ABN Amro I         |
| 5     | Río de Janeiro, Brasil - 2-4-2006       | Baltimore/Annapolis, EE. UU. - 17-4-2006 | 5,000           | ABN Amro I         |
| 6     | Baltimore/Annapolis, EE. UU. - 2-5-2006 | Nueva York, EE. UU. - 8-5-2006           | 400             | ABN Amro I         |
| 7     | Nueva York, EE. UU. - 11-5-2006         | Portsmouth, Inglaterra - 19-5-2006       | 3,200           | ABN Amro I         |
| 8     | Portsmouth, Inglaterra - 2-6-2006       | Róterdam, Holanda - 7-6-2006             | 1,500           | Brasil 1           |
| 9     | Róterdam, Holanda - 15-6-2006           | Gotemburgo, Suecia - 17-6-2006           | 500             | Piratas del Caribe |

| Regata costera                       | Fecha                   | Vencedor             |
| ------------------------------------ | ----------------------- | -------------------- |
| Sangenjo (Galicia, España)           | 5 de noviembre de 2005  | Ericsson Racing Team |
| Ciudad del Cabo (Sudáfrica)          | 26 de diciembre de 2005 | ABN Amro I           |
| Melbourne (Australia)                | 4 de febrero de 2006    | ABN Amro I           |
| Río de Janeiro (Brasil)              | 25 de marzo de 2006     | ABN Amro I           |
| Baltimore/Annapolis (Estados Unidos) | 29 de abril de 2006     | Movistar             |
| Portsmouth (Inglaterra)              | 29 de mayo de 2006      | ABN Amro I           |
| Róterdam (Holanda)                   | 11 de junio de 2006     | ABN Amro I           |

| Pasos intermedios (gates) | Fecha                   | Vencedor   |
| ------------------------- | ----------------------- | ---------- |
| Fernando de Noronha       | 21 de noviembre de 2005 | ABN Amro I |
| Islas Kerguelen           | enero de 2006           | ABN Amro I |
| Isla Eclipse              | 16 de enero de 2006     | ABN Amro I |
| Cabo de Hornos            | 2 de marzo de 2006      | ABN Amro I |
| Fernando de Noronha       | abril de 2006           | Movistar   |
| Lizard Point              | mayo de 2006            | ABN Amro I |